# Aire d'attraction de Reims
L'aire d'attraction de Reims est un zonage d'étude défini par l'Insee pour caractériser l’influence de la commune de Reims sur les communes environnantes. Publiée en octobre 2020, elle se substitue à l'aire urbaine de Reims, qui comportait 229 communes dans le zonage de 2010.

## Définition
L'aire d'attraction d'une ville est composée d’un pôle, défini à partir de critères de population et d’emploi ainsi que d’une couronne constituée des communes dont au moins 15 % des actifs travaillent dans le pôle. Le pôle d’attraction constitue ainsi un point de convergence des déplacements domicile-travail,.

## Géographie
L’aire d'attraction de Reims est une aire inter-régionale qui comporte 295 communes à sa création : 162 situées dans la Marne, 68 dans l'Aisne et 65 dans les Ardennes. 
Au 1er janvier 2022, les communes de Bazoches-sur-Vesles et Saint-Thibaut se sont regroupées pour former la commune nouvelle de Bazoches-et-Saint-Thibaut. Le nombre de communes de l'aire d'attraction passe alors de 295 à 294.

### Carte

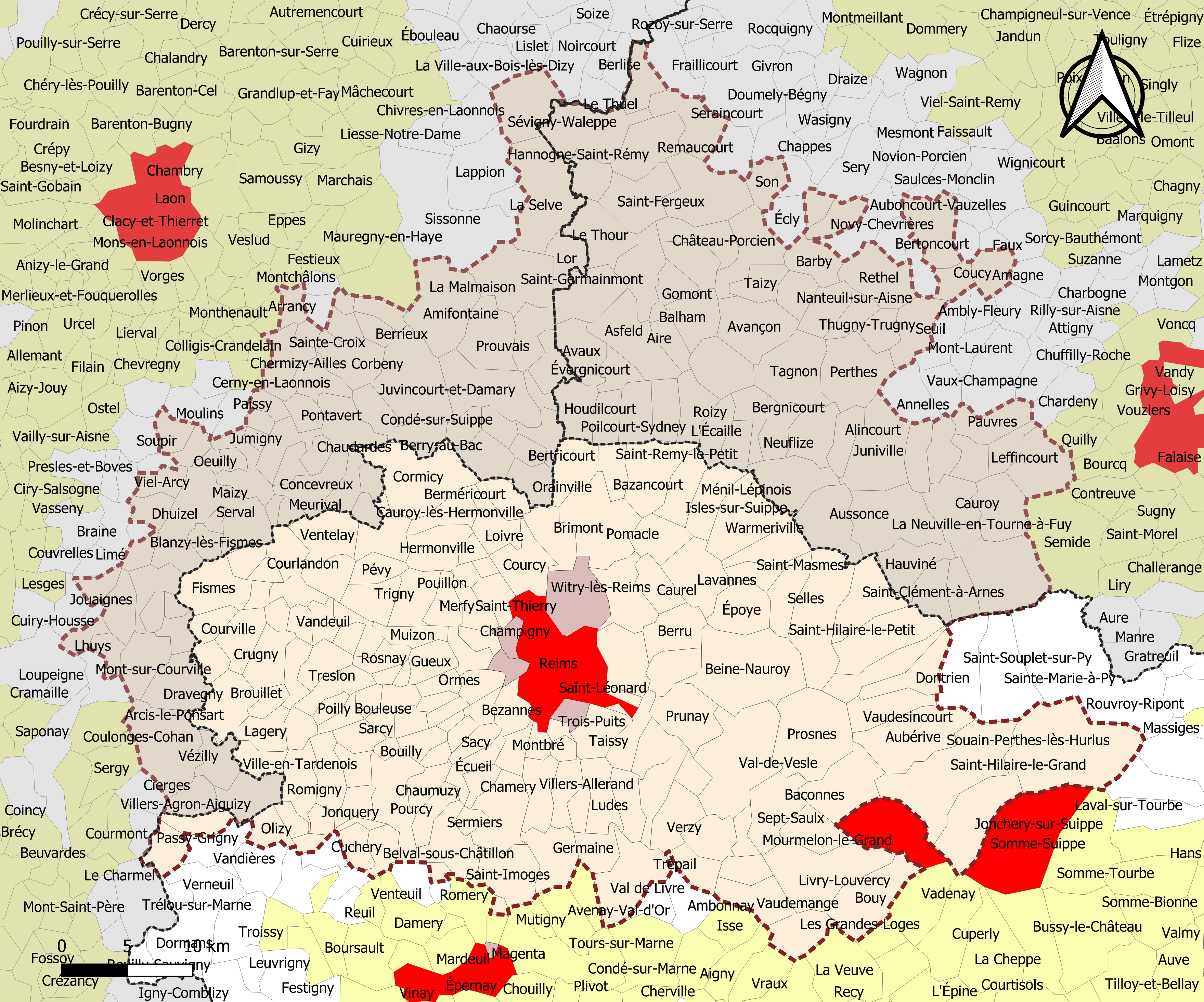
Carte de l'aire d'attraction de Reims.
Commune-centre
Commune du pôle principal
Commune de la couronne

### Composition communale
| Catégorie                  | Département | Communes | Communes |
| Catégorie                  | Département | Nombre   | Libellé |
| -------------------------- | ----------- | -------- | --- |
| Commune-centre             | Marne       | 1        | Reims. |
| Communes du pôle principal | Marne       | 4        | Bétheny, Cormontreuil, Saint-Brice-Courcelles, Tinqueux. |
| Communes de la couronne    | Marne       | 157      | Anthenay, Aougny, Arcis-le-Ponsart, Aubérive, Aubilly, Auménancourt, Baconnes, Baslieux-lès-Fismes, Bazancourt, Beaumont-sur-Vesle, Beine-Nauroy, Belval-sous-Châtillon, Berméricourt, Berru, Bétheniville, Bezannes, Billy-le-Grand, Bligny, Bouilly, Bouleuse, Boult-sur-Suippe, Bourgogne-Fresne, Bouvancourt, Bouy, Branscourt, Breuil-sur-Vesle, Brimont, Brouillet, Caurel, Cauroy-lès-Hermonville, Cernay-lès-Reims, Châlons-sur-Vesle, Chambrecy, Chamery, Champfleury, Champigny, Champillon, Champlat-et-Boujacourt, Champvoisy, Chaumuzy, Chenay, Chigny-les-Roses, Cormicy, Cormoyeux, Coulommes-la-Montagne, Courcelles-Sapicourt, Courcy, Courlandon, Courmas, Courtagnon, Courville, Crugny, Cuchery, Cuisles, Dontrien, Écueil, Époye, Faverolles-et-Coëmy, Fismes, Germaine, Germigny, Les Grandes-Loges, Gueux, Hermonville, Heutrégiville, Hourges, Isles-sur-Suippe, Janvry, Jonchery-sur-Suippe, Jonchery-sur-Vesle, Jonquery, Jouy-lès-Reims, Lagery, Lavannes, Lhéry, Livry-Louvercy, Loivre, Ludes, Magneux, Mailly-Champagne, Marfaux, Merfy, Méry-Prémecy, Les Mesneux, Montbré, Montigny-sur-Vesle, Mont-sur-Courville, Mourmelon-le-Petit, Muizon, Nanteuil-la-Forêt, La Neuville-aux-Larris, Nogent-l'Abbesse, Olizy, Ormes, Pargny-lès-Reims, Les Petites-Loges, Pévy, Poilly, Pomacle, Pontfaverger-Moronvilliers, Pouillon, Pourcy, Prosnes, Prouilly, Prunay, Puisieulx, Rilly-la-Montagne, Romain, Romigny, Rosnay, Sacy, Saint-Étienne-sur-Suippe, Saint-Euphraise-et-Clairizet, Sainte-Gemme, Saint-Gilles, Saint-Hilaire-le-Grand, Saint-Hilaire-le-Petit, Saint-Imoges, Saint-Léonard, Saint-Martin-l'Heureux, Saint-Masmes, Saint-Thierry, Sarcy, Savigny-sur-Ardres, Selles, Sept-Saulx, Sermiers, Serzy-et-Prin, Sillery, Souain-Perthes-lès-Hurlus, Taissy, Val de Livre, Thil, Thillois, Val-de-Vesle, Tramery, Trépail, Treslon, Trigny, Trois-Puits, Unchair, Vandeuil, Vaudemange, Vaudesincourt, Ventelay, Verzenay, Verzy, Ville-Dommange, Ville-en-Selve, Ville-en-Tardenois, Villers-Allerand, Villers-aux-Nœuds, Villers-Franqueux, Villers-Marmery, Vrigny, Warmeriville, Witry-lès-Reims. |
| Communes de la couronne    | Aisne       | 67       | Aguilcourt, Aizelles, Amifontaine, Arrancy, Bazoches-et-Saint-Thibaut, Beaurieux, Berrieux, Berry-au-Bac, Bertricourt, Blanzy-lès-Fismes, Bouconville-Vauclair, Bouffignereux, Bourg-et-Comin, Bruys, Chaudardes, Chéry-Chartreuve, Concevreux, Condé-sur-Suippe, Corbeny, Coulonges-Cohan, Craonne, Craonnelle, Cuiry-lès-Chaudardes, Cuissy-et-Geny, Dhuizel, Dizy-le-Gros, Dravegny, Évergnicourt, Goudelancourt-lès-Berrieux, Goussancourt, Villeneuve-sur-Aisne, Guyencourt, Jumigny, Juvincourt-et-Damary, Lhuys, Les Septvallons, Lor, Maizy, La Malmaison, Meurival, Mont-Notre-Dame, Mont-Saint-Martin, Moussy-Verneuil, Muscourt, Neufchâtel-sur-Aisne, Nizy-le-Comte, Œuilly, Orainville, Oulches-la-Vallée-Foulon, Paars, Pargnan, Pignicourt, Pontavert, Prouvais, Proviseux-et-Plesnoy, Quincy-sous-le-Mont, Roucy, Sainte-Croix, Saint-Thomas, Serval, Variscourt, Vassogne, Vézilly, Viel-Arcy, La Ville-aux-Bois-lès-Pontavert, Villers-Agron-Aiguizy, Ville-Savoye. |
| Communes de la couronne    | Ardennes    | 65       | Acy-Romance, Aire, Alincourt, Amagne, Arnicourt, Asfeld, Aussonce, Avançon, Avaux, Balham, Banogne-Recouvrance, Barby, Bergnicourt, Biermes, Bignicourt, Blanzy-la-Salonnaise, Brienne-sur-Aisne, Cauroy, Château-Porcien, Le Châtelet-sur-Retourne, Condé-lès-Herpy, Coucy, Dricourt, L'Écaille, Gomont, Hannogne-Saint-Rémy, Hauviné, Herpy-l'Arlésienne, Houdilcourt, Inaumont, Juniville, Leffincourt, Machault, Ménil-Lépinois, Mont-Saint-Remy, Nanteuil-sur-Aisne, Neuflize, La Neuville-en-Tourne-à-Fuy, Novy-Chevrières, Pauvres, Perthes, Poilcourt-Sydney, Renneville, Rethel, Roizy, Saint-Clément-à-Arnes, Saint-Étienne-à-Arnes, Saint-Fergeux, Saint-Germainmont, Saint-Loup-en-Champagne, Saint-Pierre-à-Arnes, Saint-Quentin-le-Petit, Saint-Remy-le-Petit, Sault-lès-Rethel, Sault-Saint-Remy, Seraincourt, Sévigny-Waleppe, Son, Tagnon, Taizy, Le Thour, Thugny-Trugny, Vieux-lès-Asfeld, Villers-devant-le-Thour, Ville-sur-Retourne. |

## Démographie
Cette aire est catégorisée dans les aires de 200 000 à moins de 700 000 habitants, une catégorie qui regroupe 23,6 % de la population au niveau national,.